# Vierter Heiliger Krieg
Der Vierte Heilige Krieg (340–338 v. Chr.) gehört zu den Kriegen in der Geschichte des antiken Griechenland, die im Interesse von Delphi von einem großen Teil der amphiktyonischen Staaten gegen solche Gruppen geführt wurde, die in irgendeiner Weise die Interessen des Staates oder des Heiligtums von Delphi verletzt hatten.
Der Vierte Heilige Krieg wurde durch den Athener Aischines veranlasst, indem er im März 339 v. Chr. im Rat der Amphiktyonen den ozolischen Lokrern von Amphissa vorwarf, dass auch sie widerrechtlich die dem Apollon gehörende Ebene von Krissa (oder Kirrha) zu ihrem Vorteil benutzten. 
Zum Anführer in dem hierüber ausbrechenden Krieg wurde im Oktober 339 v. Chr. König Philipp II. von Makedonien berufen, der die Lokrer niederwerfen konnte. Diese Tat führte zu der weltgeschichtlich bedeutenden Schlacht von Chaironeia.